# 이상현 (축구 선수)
이상현(1996년 3월 13일 ~ )은 대한민국의 축구 선수이며 포지션은 수비수이다.

## 수상

### 클럽
경남 FC
- K리그 챌린지 : 우승 (2017)